# Neotoma leucodon
Neotoma leucodon — вид гризунів родини Cricetidae. Довгий час вважався синонімом Neotoma albigula. Однак молекулярні дані вказують на те, що популяції на схід від Ріо-Гранде в Нью-Мексико та Транс-Пекос Техас представляють різні види, ніж морфологічно подібні популяції на захід від річки.
Переваги середовищ існування двох видів здаються схожими, причому перевагу віддають лісам, аніж пустелям. Майже незмінно присутні кактуси, особливо чолла та опунція (Opuntia) як невіддільна частина їхнього раціону. Загалом дані, надані Маседо та Маресом (1988) про те, що тоді вважалося єдиним видом, стосуються обох.
Подібно до інших Neotoma, N. leucodon збирає палиці та рослинність у своєму середовищі, щоб будувати складні лігва, які пропонують захист від хижаків і від спеки пустелі.